# 유창 (십국)
유창(劉鋹, 942년 ~ 980년 4월 2일(음력 3월 15일))은 오대십국시대의 남한의 제4대(최후)의 황제(재위：958년 - 971년)이다. 초명은 유계흥(劉繼興)이다.

## 생애
유성은 958년에 죽자 17세의 나이로 즉위하고, 연호를 대보로 바꾸었다. 유창은 의심이 매우 강해 문관들을 살해하고 그 자리를 모두 환관으로 메우면서 유창의 조정은 거의 환관이 독점하는 일이 벌어졌다. 유창은 등용하려는 인물이 있으면 그 자리에서 바로 거세를 해야만 등용할 수 있다고 말했다고 전해진다.
이러한 사태로 민심은 떠나고, 971년 송나라의 침공에 어떤 저항도 하지 않았다. 유창은 재물을 갖고 도망치려 했으나 신임하던 환관에 의해 붙잡혀 송나라군의 포로가 되었고, 남한은 멸망하였다. 유창 일족은 개봉으로 옮겨졌고, 사면받아 죽음을 면하였다. 이후 송나라의 좌천우위대장군(左千牛衛大將軍)이 되었고, 사후에는 남월왕(南越王)에 추봉되었다.

## 가족 관계

### 후비
| 봉호       | 시호 | 이름(성씨)     | 별칭 | 생몰년도 | 비고              |
| ---------- | ---- | -------------- | ---- | -------- | ----------------- |
| 귀비(貴妃) |      | 이씨(李氏)     |      |          |                   |
| 미인(美人) |      | 이씨(李氏)     |      |          | 귀비 이씨의 동생. |
| 미인(美人) |      | 소형(素馨)     |      |          |                   |
| 재인(才人) |      | 노경선(盧瓊仙) |      |          |                   |

### 황자
| - | 봉호 | 시호 | 이름           | 생몰년도 | 생모 | 별칭 | 비고 |
| - | ---- | ---- | -------------- | -------- | ---- | ---- | ---- |
| 1 |      |      | 유수절(劉守節) |          |      |      |      |
| 2 |      |      | 유수정(劉守正) |          |      |      |      |
| 3 |      |      | 유수소(劉守素) |          |      |      |      |
| 4 |      |      | 유수통(劉守通) |          |      |      |      |

## 같이 보기
- 왕연 (전촉)

## 참고 문헌
- 《구오대사》 권135, 참위열전, 유창전

| 전 임 유성 | 제4대 남한의 황제 958년 - 971년 | 후 임 (왕조 멸망) |